# Unter der Sonne (Album)
Unter der Sonne ist das zweite Soloalbum des österreichischen Rappers Chakuza. Es wurde 2008 auf Bushidos Musiklabel ersguterjunge veröffentlicht. Das Album erschien in einer Standard-Version, ist aber auch in einer limitierten Premium Edition erhältlich, auf welcher sich fünf Bonustracks befinden.

## Titelliste
| #  | Titel              | Gastmusiker   | Produzenten              | Länge |
| -- | ------------------ | ------------- | ------------------------ | ----- |
| 1  | Intro              |               | Beatlefield              | 2:07  |
| 2  | Blind              | Evelyn        | Kingstrumentals          | 3:48  |
| 3  | Unter der Sonne    | Bushido       | Beatlefield, Steddybeats | 3:23  |
| 4  | Licht und Schatten | Nyze          | Beatlefield              | 3:44  |
| 5  | Running Man        |               | Sti                      | 3:13  |
| 6  | Geht nicht         | RAF Camora    | Martelli                 | 3:40  |
| 7  | Stahlstadtjunge    |               | Beatlefield              | 3:48  |
| 8  | Lass mich atmen    | Tarééc        | RAF Camora               | 3:35  |
| 9  | E.R.               | Bizzy Montana | Beatlefield              | 3:25  |
| 10 | Jackpot            | Lenny Wolf    | Brisk Fingaz             | 3:48  |
| 11 | Ich warte          |               | Beatlefield              | 3:18  |
| 12 | Asozialenslang     | Summer Cem    | RAF Camora               | 3:39  |
| 13 | Was ist passiert?  |               | Kingstrumentals          | 4:10  |
| 14 | Wir marschieren    |               | RAF Camora               | 4:23  |
| 15 | Krieg im Kopf      |               | Beatlefield              | 3:30  |
| 16 | Outro              |               | Beatlefield              | 2:36  |

| # | Titel                | Gastmusiker | Produzenten | Länge |
| - | -------------------- | ----------- | ----------- | ----- |
| 1 | Legenden             | Sprachtot   | Flashgordon | 3:53  |
| 2 | Schlag Alarm         | Kay One     | Beatlefield | 3:39  |
| 3 | Nur wenn ich schlafe |             | Beatlefield | 3:29  |
| 4 | Was dann?            | D-Bo        | Beatlefield | 3:21  |
| 5 | M.O.T.U.             | Presi       | Tobstarr    | 3:40  |

## Produktion
Die Musik wurde hauptsächlich vom Produzentenduo Beatlefield, welches aus Chakuza selbst und DJ Stickle besteht, produziert. Der Titeltrack Unter der Sonne wurde von Beatlefield zusammen mit Steddybeats, welche für das Schlagzeug im Intro verantwortlich sind, produziert. Die Songs Blind und Was ist passiert? wurden von katch22 und E. Ökmen (Kingstrumentals) beigesteuert. STI produzierte Running Man, während Milan Martelli die musikalische Untermalung von Geht nicht verantwortete. Die Beats zu Lass mich atmen, Wir marschieren und Asozialenslang wurden von RAF Camora, der nebenbei auf Geht nicht auch stimmliche Einsätze hatte, produziert. Brisk Fingaz steuerte die Musik zu "Jackpot" bei, während Flashgordon den Track Legenden, der nur auf der limitierten Edition enthalten ist, produzierte. Der Song M.O.T.U., welcher ebenfalls nur auf der Premium Edition enthalten ist, wurde von Tobstarr musikalisch untermalt. Alle Tracks wurden im ersgutesstudio von DJ Stickle aufgenommen. Die Abmischung wurde ebenfalls von DJ Stickle getätigt, wobei er beim Intro sowie bei Unter der Sonne Unterstützung von Steddybeats erhielt. Das Mastering wurde von Dirk Niemeier in den Eastside Mastering Studios in Berlin vorgenommen.

## Gastbeiträge
Das Album beinhaltet auf der normalen Version acht und auf der limitierten Edition 12 Gastbeiträge, womit insgesamt über die Hälfte der Lieder Features enthält. Auf "Blind" besitzt die österreichische Sängerin Evelyn einen kurzen Gesangspart im Refrain. Auf dem Titelsong "Unter der Sonne" ist Bushido zu hören. Nyze, ebenfalls bei ersguterjunge unter Vertrag, ist auf "Licht und Schatten" vertreten. RAF Camora ist im Refrain von "Geht nicht" zu hören. Sänger Tarééc, mit welchem Chakuza zwei Songs für dessen Album "Hoffnung" aufnahm, singt den Refrain von "Lass mich atmen". Auf "E.R." ist Bizzy Montana mit vertreten, mit welchem Chakuza 2006 das Streetalbum Blackout veröffentlichte. Lenny Wolf, Sänger und Gründer der Hard-Rock-Band Kingdom Come, ist auf dem Lied "Jackpot" im Refrain mit einer gesungenen Textpassage auf Englisch zu hören. Der German-Dream-Artist Summer Cem, der dazumals in engem Kontakt zu ersguterjunge stand, ist auf dem Song "Asozialenslang" vertreten. Der Mannheimer Rapper Sprachtot ist auf "Legenden", einem Song der limitierten Version, zu hören, wo auch Kay One auf "Schlag Alarm", D-Bo im Song "Was dann?" sowie Presi auf "M.O.T.U." ihre Gastparts haben.

## Illustration
Das Cover der Basisversion zeigt Chakuza mit ausgestreckten Armen und nacktem Oberkörper in Richtung Sonne blicken. Auf dem Titelbild der limitierten Version ist der gleiche Hintergrund zu sehen, jedoch ist davor ein fliegender, schwarzer Vogel mit ausgestreckten Flügeln zu sehen. Die Fotos wurden von Murat Aslan gemacht, für das Artwork war Ben Baumgarten von GrafixXXL in Berlin zuständig.

## Vermarktung
Zum Titelsong "Unter der Sonne", auf welchem Bushido zu hören ist, wurde eine Single veröffentlicht, zu der ein Blueboxvideo gedreht wurde. In diesem sind die beiden Rapper passend zum Titel unter der Sonne zu sehen. Das Video wurde von Tonyfilm in Hamburg produziert.

## Erfolge
Das Album erreichte in den deutschen Albumcharts in der ersten Woche Platz 9, nach den weiteren Platzierungen 25, 41, 62, 72, 79 und 97 stieg die CD aus den Charts aus. In Österreich klassierte sich "Unter der Sonne" in Woche eins auf Platz 13, allerdings fiel die CD nach den Plätzen 26, 33, 42, 67, 75 und 73 aus den Charts. In der Schweiz verabschiedete sich die CD nach drei Wochen und den Platzierungen 29, 68 und 89 aus den Charts.

## Kritik
Die Website rappers.in lobte an dem Album die „hochqualitativen Texte“, die einen roten Faden im Album erkennen lassen, die Flows sowie die Mehrheit der Beats. Bemängelt wurden einige Features sowie einzelne musikalische Untermalungen. Die Seite bewertete das Album mit gerundeten 8 von 10 Sternen.
Die Redaktion von laut.de bewertete das Album mit zwei von möglichen fünf Punkten und hebt dabei die Stimme Chakuzas, die Produktionen der Beats sowie die Technik Chakuzas heraus. Kritisiert wurde hauptsächlich die Ausdrucksweise.